# Exemple de Lewy
En mathématiques, l'exemple de Lewy est un exemple célèbre, dû à Hans Lewy, d'une équation aux dérivées partielles linéaire qui n'admet pas de solutions au sens des distributions, même si ses coefficients sont très réguliers car polynomiaux.
Ce résultat est à mettre en contraste avec d'une part le théorème de Cauchy-Kowalevski qui montre qu'une équation aux dérivées partielles linéaire ayant des coefficients et un terme source analytiques admet au moins une solution et d'autre part le théorème de Malgrange-Ehrenpreis qui affirme que toute équation aux dérivées partielles linéaire à coefficients constants admet au moins une solution.

## L'exemple
Le résultat de Lewy est le suivant:
Dans {\displaystyle \mathbb {R} \times \mathbb {C} }, il existe une fonction lisse à valeurs complexes {\displaystyle F(t,z)} telle que l'équation
{\displaystyle {\frac {\partial u}{\partial {\bar {z}}}}-iz{\frac {\partial u}{\partial t}}=F(t,z)}
n'admet pas de solutions sur n'importe quel ouvert.
Notons que si {\displaystyle F} était analytique, le théorème de Cauchy-Kowalevski impliquerait l'existence d'une solution.
Lewy construit une telle fonction {\displaystyle F} en utilisant le résultat suivant:
Dans {\displaystyle \mathbb {R} \times \mathbb {C} }, supposons que {\displaystyle u(t,z)} soit une fonction telle que, dans un voisinage de l'origine,
{\displaystyle {\frac {\partial u}{\partial {\bar {z}}}}-iz{\frac {\partial u}{\partial t}}=\phi ^{\prime }(t)}
pour une certaine fonction {\displaystyle \phi } de classe {\displaystyle {\mathcal {C}}^{1}}.  Alors {\displaystyle \phi } est nécessairement analytique réelle dans un voisinage (possiblement plus petit) de l'origine.
Sigeru Mizohata (en) a montré plus tard que l'équation encore plus simple
{\displaystyle {\frac {\partial u}{\partial x}}+ix{\frac {\partial u}{\partial y}}=F(x,y)}
qui ne dépend que de deux variables réelles {\displaystyle x} et {\displaystyle y} n'a parfois aucune solution. Il est remarquable que cette équation est l'une des plus simples parmi les équations aux dérivées partielles linéaires à coefficients non constants.